# 玉作神社
玉作神社（たまつくりじんじゃ）は、静岡県沼津市黒瀬町にある神社。

## 概要
狩野川に架かる黒瀬橋の南岸東側に鎮座する。
創建は不詳だが、式内社である玉作水神社（たまつくりじんじゃ）に比定され、『伊豆国神階帳』にも「従四位上 玉作明神」と記されている古社である。
明治8年（1875年）に村社に列する。

## 祭神
- 玉祖命
- 水波廼女命